# Дорога на запад
«Дорога на запад» (пол. Droga na Zachód) — польский художественный фильм, снятый в 1961 году режиссёром Богданом Порембой на киностудии «Kamera».
Премьера фильма состоялась 7 сентября 1961 года. В кинопрокат в СССР фильм был выпущен 28 января 1963 года.

## Сюжет
Действие фильма происходит в последние дни Второй мировой войны. Машинисту-пенсионеру Валчаку вместе со случайным помощником поручают вести поезд с боеприпасами и амуницией и охраной сопровождения на фронт через районы, где всё ещё действуют недобитки немецкой армии, гитлеровские диверсанты и мародеры. Несмотря на потери в пути, машинист приводит поезд к месту назначения.

## В ролях
- Казимеж Опалиньский — машинист Вальчак
- Владислав Ковальский — Роман Гурский, помощник Вальчака
- Рышард Петруский — солдат охраны Задора
- Эльжбета Кемпиньская — девушка в Попповиц
- Тереса Шмигелювна — заведующая станции
- Ежи Козакевич — солдат охраны
- Станислав Квасковский
- Ежи Михотек — солдат охраны Фальковский
- Юзеф Нальберчак —  сержант РККА
- Богдан Невиновский — солдат
- Адам Павликовский — поручик, начальник поезда
- Юзеф Повоевский — немец, убивающий Романа
- Юзеф Перацкий — начальник станции
- Мечислав Войт — немец, нападающий на поезд
- Рышард Бер — железнодорожник (нет в титрах)
- Ян Лопушняк — мужчина в толпе на станции (нет в титрах)
- Ирена Нетто — женщина в толпе на станции (нет в титрах)

## Съёмочная группа
- Режиссёр-постановщик: Богдан Поремба.
- Режиссёр: Рышард Бер
- Автор сценария: Казимеж Дзевановский, Лех Пияновский.
- Оператор: Стефан Матыяшкевич.
- Художник: Войцех Крыштофяк.
- Композитор: Люциан Кашицкий.
- Текст песни: Тадеуш Шливяк
- Помощники режиссёра: Анджей Закржевский, Халина Гарус
- Второй оператор: Здислав Парыляк
- Помощники оператора: Здислав Скржипек, Мечислав Ситаж
- Костюмы: Татьяна Манжет
- Звукооператоры: Ян Калиш, Богдан Беньковский
- Монтаж: Томира Матияшкевич
- Музыка: Малый оркестр Польского радио
- Директор: Станислав Зилевич
- Песню исполняет Ежи Михотек (в советской дублированной версии — Владимир Трошин).

Казимеж Дзевановский и Лех Пияновский сняли свои имена из титров из-за несогласия с цензурными изменениями окончательного сценария, внесенных без их согласия.